# Sonate pour piano no 2 de Hartmann
27 avril 1945
Pour les articles homonymes, voir Sonate pour piano (homonymie).
La Sonate pour piano no 2 intitulée « 27 avril 1945 » est la deuxième et ultime sonate de Karl Amadeus Hartmann. Elle est composée en mars et avril 1945 en semi-clandestinité. L'ouvrage existe en deux versions différentes. La seconde voit le scherzo supprimé, le troisième mouvement remanié et le finale réécrit.

## Histoire
La sonate porte en épigraphe le texte suivant: « le 27 et le 28 avril 1945 nous vîmes passer dans les rues de la ville le cortège lamentable, le fleuve humain de 20000 prisonniers sortis du camp de Dachau. Infini était le fleuve. Infinie était la misère. Infinie était la souffrance… ». L'œuvre est créée le  13 juin 1982 à Musica Viva (de) à Munich par le pianiste Herbert Henck.

## Structure
1. Bewegt
2. Presto assai
3. Adagio marziale
4. Allegro furioso, stürmisch, leidenschaftlich

## Analyse
Le premier mouvement alterne un récitatif et un cantabile. Le deuxième mouvement montre une violence rythmique poussée jusqu'à son paroxysme. Le troisième mouvement a la forme d'une marche funèbre. Enfin, le quatrième et dernier mouvement est une toccata déchaînée et chaotique.